# انتخابات الرئاسة الأذربيجانية 1992
انتخابات الرئاسة الأذربيجانية 1992 هي الانتخابات الرئاسية التي جرت في 7 يونيو 1992، في أذربيجان، لانتخاب قائمة رؤساء أذربيجان، فاز بالانتخابات أبو الفضل إلجي بيك.